# Made in England (musikalbum med Made in Sweden)
Made in England är det fjärde albumet med jazzrockgruppen Made in Sweden från 1970.
Albumet är inspelat i London. Producent och arrangör: Tony Reeves. Arrangör: Neil Ardley. Omslag: Leif Illernäs. Tekniker: George Chkiantz, Terry Evenett. Foto: Torbjörn Calvero. Tekniker: Tony Bridge

## Låtlista[1]
Sida A
1. Winter's A Bummer (B. Häggström - G. Wadenius - S. Heine) (5:30)
2. You Can't Go Home (G. Wadenius - S. Heine) (3:39)
3. Mad River (G. Wadenius - S. Heine) (5:08)
4. Roundabout (B. Häggström - G. Wadenius - T. Borgudd - S. Heine) (5:04)

Sida B
1. Chicago, Mon Amour (G. Wadenius - S. Heine) (5:08)
2. Love Samba (B. Häggström - T. Borgudd) (7:24)
3. Blind Willie (B. Häggström - G. Wadenius - S. Heine) (3:30)
4. Little Cloud (G. Wadenius - R. Wallis) (3:34)

## Medverkande[1]
- Jojje Wadenius – gitarr, orgel, piano, sång
- Bosse Häggström – elbas, mellotron, sång
- Tommy Borgudd – trummor, slagverk

### Fotnoter
1. 1 2 3 4  Sonet SLP-2512 skivomslag
2. ↑  ”Made In Sweden - Made In England”. discogs.com. https://www.discogs.com/release/1251028-Made-In-Sweden-Made-In-England. Läst 3 april 2024.